# Julio A. Castiglioni
Julio Alberto Castiglioni (1920, Buenos Aires) es un ingeniero agrónomo y botánico argentino. Desarrolló actividades científicas en el Servicio Forestal Argentino.

## Algunas publicaciones
- domingo Cozzo, j.a. Castiglioni. 1975. Árboles forestales, maderas y silvicultura de la Argentina. Vol. 2 Enciclopedia Argentina de agricultura y jardinería. Ed. Acme, 156 pp.

- Ragonese, A.E., J.A.Castiglioni. "Índice dendrológico de la Flora Argentina"

- Ragonese, A.E., J.A. Castiglioni. 1970. La vegetación del Parque chaqueño. Bol. Sociedad Argentina de Botánica 11 (supl): 133-166

- Castiglioni, J.A., José C. Tinto. 1968. Proyecto para un plan nacional de forestación, 33 pp.

- La presencia de estiloides en Nectandra saligna. 1962. Notas tecnológicas forestales 21. Ed. Admin. Nac. de Bosques, Dir. de Investig. Forestales, 4 pp.

- Ragonese, A.E., J.A. Castiglioni. 1952. Los Pinares de Araucaria angustifolia en la República Argentina. Springer Berlin / Heidelberg, vol. 71, N.º 9-10 / septiembre de 1952, pp. 272-289

- Ragonese, A.E., J.A. Castiglioni, G. Covas, Alberto Castellanos. 1951. Estudio fitosociológico de las Salinas Grandes, y estudios de forrajeras, especies tóxicas, receptividad ganadera del bosque natural. Rev. Invest. Agric. 5: 1-233

- Tortorelli, Lucas A. y Julio A. Castiglioni. 1949. Estudio dendrólogo de las Estiracáceas Argentinas. Lilloa 16: 125-139

- Ragonese, A.E. y J.A. Castiglioni. 1946 . Los pinares de Araucaria angustifolia en la República Argentina. Bol. Sociedad Argentina de Botánica, 1: 126-147.

- La abreviatura «J.A.Castigl.» se emplea para indicar a Julio A. Castiglioni como autoridad en la descripción y clasificación científica de los vegetales.[2]